# Bulbostylis contexta
Bulbostylis contexta là một loài thực vật có hoa trong họ Cói. Loài này được (Nees) Bodard mô tả khoa học đầu tiên năm 1963.